# 襄阳刘集机场
襄阳刘集机场位于襄阳市东北角，距市中心18km，占地1876亩，海拔72m。1986年1月30日经国务院、中央军委批准，由襄阳市政府自筹资金3000余万修建，1989年12月14日正式通航，成为中国第一家由地方集资新建的民用机场。

## 歷史
1986年襄阳刘集机场经国务院、中央军委批准，由襄阳市政府自筹资金修建的机场，1989年12月正式通航。也是中国第一家由地方集资兴建的民用机场。
2001年9月，襄阳市政府对原襄樊民航站进行改制，转让给北京泰跃集团，单位性质由事业单位变为民营企业。
2004年2月，国家民航体制改革，湖北省成立了湖北机场集团公司，为了加快襄阳机场发展，理顺机场管理渠道，市委、市政府决定从泰跃集团收回襄阳机场，参与湖北机场集团重组。
2004年12月18日，完成了收回襄阳机场工作。
2005年1月18日，襄阳市政府与湖北机场集团签订了《重组襄阳机场协议书》，完成了襄阳机场的重组工作。
2009年底，襄阳市政府与湖北机场集团公司意向启动机场改扩建工作。但此项目几经拖延，直到2017年10月29日才将新航站楼交付使用。
2012年8月30日《襄阳机场改扩建工程预可行性研究报告》获省发改委批复立项；
2013年2月27日，省发改委组织召开了《可研报告》评估会；经市政府审定，10月18日，省发改委组织《可研报告》复核评估。
2013年12月27日，将《可研报告》上报省发改委审批，同时报审的有《可研报告》评估报告、民航中南局行业意见、环评、水保、地震、文物、风险评估等17个相关支持性文件，12月31日获省发改委批复。襄阳国际机场本期改扩建主要建设内容有：新建满足旅客吞吐量200万人次的2万平米航站楼、跑道延长200米达到2600米、机坪扩建新增7个机位及相关配套工程。新征用地697亩，总投资达8.45亿元。扩建后的襄阳机场将拥有2个共2.4万㎡航站楼，11个机位，7个廊桥，年吞吐能力将达到225万人。
2013年襄阳刘集国际机场旅客吞吐量跻身全国80强。2013年襄阳刘集机场全年客流量突破了60万大关，达601029人，年增长率近50%，超过了周边的洛阳、南阳、恩施、常德等机场。在全国193个通航的民用机场中，襄阳刘集机场客流量排名第77位，较上一年第85位上升了8个位次;货邮2152吨，年增长率为110%，排名第82位;全年起降量超过5.5万架次，排名37位。
2015年5月，襄阳刘集国际机场共保障航班800架次，旅客吞吐71353人次，货邮228.7吨；比2015年2月（春运月）760架次、旅客吞吐70222人次、货邮177.4吨分别增长5.3%、1.6%、29.9%，三大指标完胜春运月，再创历史新高。
2016年，襄阳刘集国际机场再创佳绩，客、货、航保障均实现平稳增长。其中，旅客吞吐量824160人次，同比增长3.87%；货邮吞吐量2510.8吨，同比增长5.54%；运输架次9483架次，同比增长5.24%，三大指标均创历史新高。
2017年10月29日，襄阳刘集机场T2航站楼正式启用。
2017年12月25日，襄阳国际机场年旅客吞吐量一举刷新百万人次大关，创下历史新高，成为湖北机场集团首个年旅客吞量突破100万人次的支线机场。
2017年12月31日，襄阳国际机场圆满收官。2017全年共计完成运输飞行12267架次，旅客吞吐102.7万人次，货邮吞吐2915.5吨，同比分别增长29.36%、24.62%和16.12%。
因2020年新冠肺炎湖北省疫区封锁措施，襄阳机场暂时关闭，一直至3月25日复航。

## 設施
襄阳机场跑道全长2,400米，停机坪面积25,000平米，停机位4个，航站楼面积3,800平方米，年设计吞吐量为15万人次。
2013年10月30日，襄阳机场旅客吞吐量突破50万人次大关，也是湖北机场集团旗下首家突破50万人次的支线机场。
2014年7月14日，中国民用航空局中南地区管理局正式批复《关于襄阳刘集机场使用许可证部分内容变更的请示》，襄阳机场飞行区等级由“4C”变更为“4D”，消防救援等级由“6级”变更为“7级”。
2014年11月10日，襄阳机场改扩建工程正式动工。扩建工程新征用地697亩，总投资8.45亿元，按照一类航空口岸建设，共分为两期，一期按年旅客吞吐量150万人次进行规划设计，计划2016年建成并投入使用。二期设计旅客吞吐量为220万人次，工程目标年为2025年。主要工程内容包括，向北延长现有跑道200米达到2,600米，新建站坪机位7个、航站楼2万平方米、廊桥5个、货运站1,800平方米、停车场18,000平方米，配套建设助航灯光、通信、气象等工程，以及供电、给排水、制冷等辅助生产生活设施。
2017年10月29日, 襄阳机场T2航站楼于正式启用，原T1航站楼所有航班、大巴、出租车等均转移至T2航站楼运营。

## 航空公司與航點
| 航空公司           | 目的地                       |
| ------------------ | ---------------------------- |
| 中国联合航空（KN） | 北京/大兴                    |
| 深圳航空（ZH）     | 北京/首都、深圳              |
| 长龙航空（GJ）     | 成都、杭州、温州             |
| 华夏航空（G5）     | 重庆、杭州、大理（經停重庆） |
| 中国南方航空（CZ） | 广州、厦门、香港（季節性）   |
| 金鵬航空（Y8）     | 贵阳、济南                   |
| 幸福航空（JR）     | 合肥、西安、长沙、郑州       |
| 瑞丽航空（DR）     | 昆明、天津                   |
| 北部湾航空（GX）   | 南宁、青岛                   |
| 吉祥航空（HO）     | 上海/浦东、上海/虹橋         |